# Queanbeyan
Pour les articles homonymes, voir Queanbeyan (homonymie).
Queanbeyan (/ˈkwiːnbiən/) est une ville australienne située dans la zone d'administration locale de Queanbeyan–Palerang, dont elle est le siège, en Nouvelle-Galles du Sud.

## Géographie
La ville s'étend sur 173 km2 dans la région des Plateaux du sud, immédiatement à l'est de Canberra, la capitale fédérale de l'Australie, dont elle fait partie de l'agglomération. Elle est arrosée par la Queanbeyan River dont le cours est barré par le barrage de Googong Dam, à 5 kilomètres de Queanbeyan, qui l'alimente, ainsi que Canberra, en eau potable.

## Histoire
Les premiers habitants de la région de Queanbeyan sont les aborigènes du peuple Walgalu.
Le village est créé au XIXe siècle par un ancien prisonnier, Timothy Beard, qui s'établit sur la rive du Molonglo au niveau de la localité actuelle d'Oaks Estate. Il devient officiellement un township en 1838 et accède au statut de ville le 7 juillet 1972. Cette dernière fusionne avec le conseil de Palerang le 12 mai 2016 pour former le conseil de la région de Queanbeyan–Palerang.
Dans la nuit du 6 au 7 avril 2017, deux adolescents de 15 et 16 ans y commettent une violente attaque qui cause la mort d'un employé de station-service et blesse 3 autres personnes. L'incident est probablement lié au terrorisme islamiste, l'inscription "IS" ("Islamic State") ayant été dessinée sur une vitre de la station-service avec le sang de la victime.

## Démographie
Sa proximité avec Canberra lui permet la plus forte croissance des villes de Nouvelle-Galles du Sud.
| 2001   | 2006   | 2011   | 2016   | 2021   |
| ------ | ------ | ------ | ------ | ------ |
| 29 752 | 34 084 | 35 878 | 36 348 | 37 511 |

## Galerie

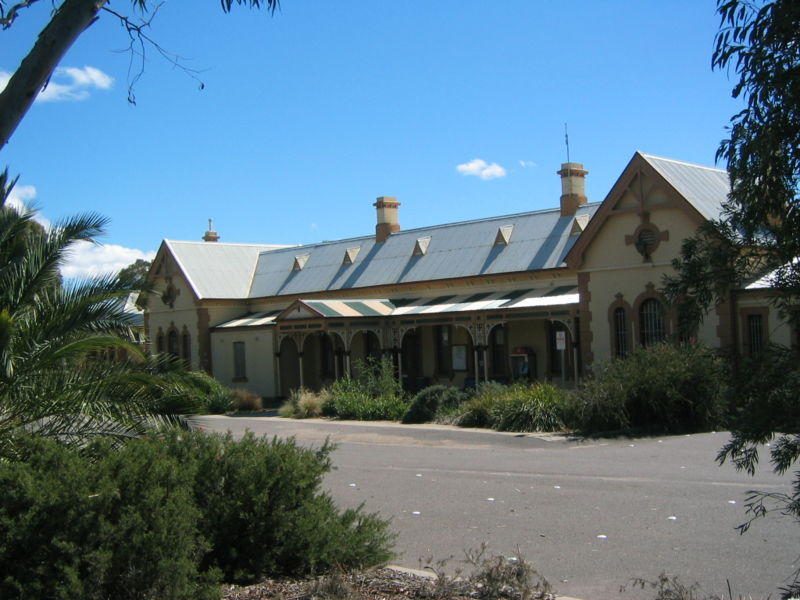
La gare de Queanbeyan

## Personnalités
- David Campese, joueur de rugby à XV.
- David Furner, joueur de rugby à XIII.
- Glenn Lazarus, joueur de rugby à XIII.
- Heather McKay, joueuse de squash.
- Mark Webber, pilote de Formule 1.
- Ricky Stuart, joueur de rugby à XIII.
- Terry Campese, joueur de rugby à XIII.
- Megan Marcks, championne olympique d'aviron.